# Мариус (лунный кратер)
Кратер Мариус (лат. Marius) — крупный ударный кратер в центральной части Океана Бурь на видимой стороне Луны. Название присвоено в честь немецкого астронома Симона Мария (1570—1624) и утверждено Международным астрономическим союзом в 1935 г. Образование кратера относится к раннеимбрийскому периоду.

## Описание кратера

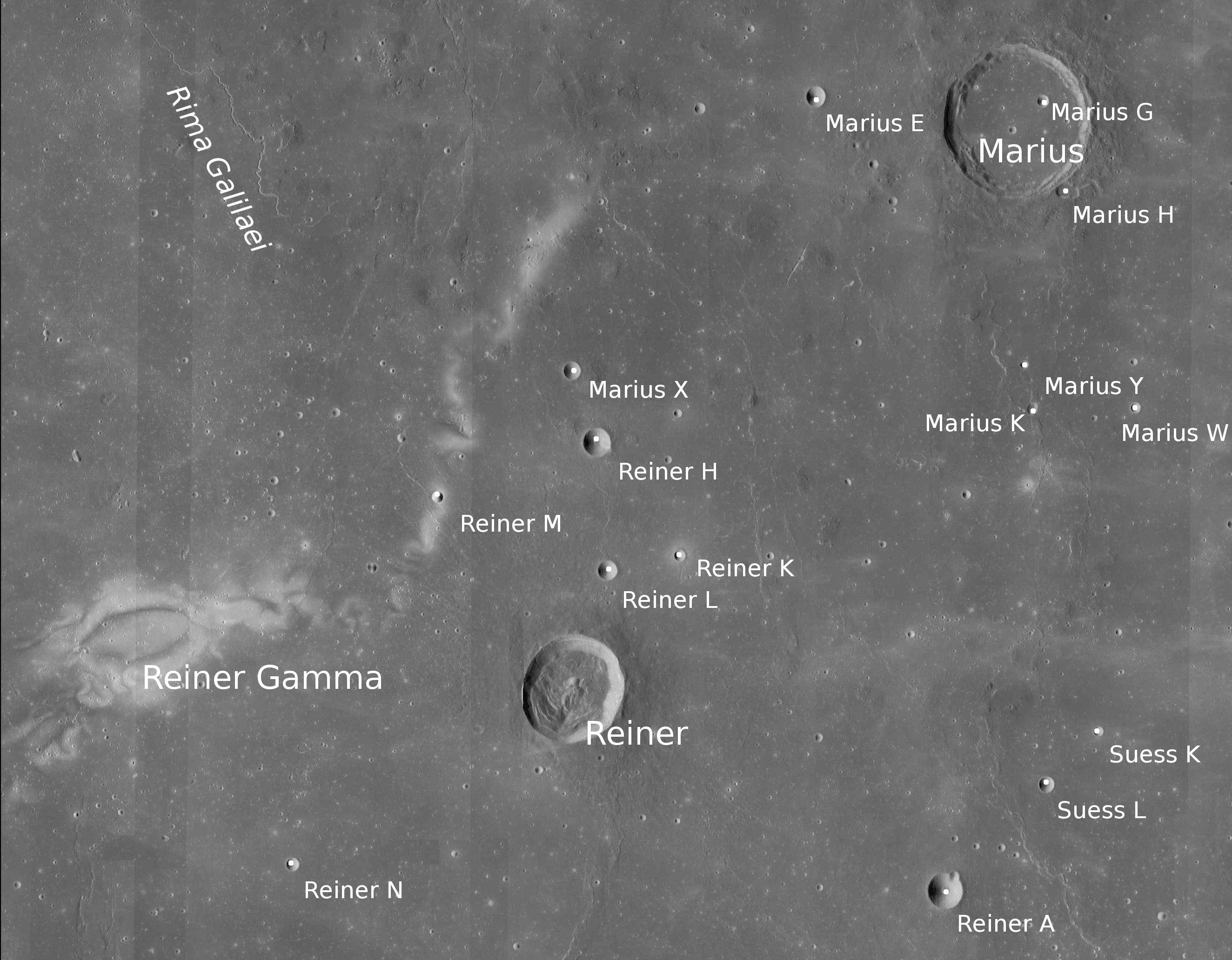
Окрестности кратера Мариус. Снимок зонда Lunar Reconnaissance Orbiter.

Ближайшими соседями кратера являются кратер Рейнер на юго-западе; кратер Геродот на севере; кратер Кеплер на востоке и кратер Зюсс на юге-юго-востоке. На юго-западе от кратера Мариус располагается область с высоким альбедо - Рейнер Гамма; на западе борозда Галилея; на севере пролегает длинная извилистая борозда Мариуса; на юге-юго-востоке - борозда Зюсса. 
Селенографические координаты центра кратера 11°54′ с. ш. 50°50′ з. д. / 11,9° с. ш. 50,84° з. д., диаметр 40,1 км, глубина 1500 м.

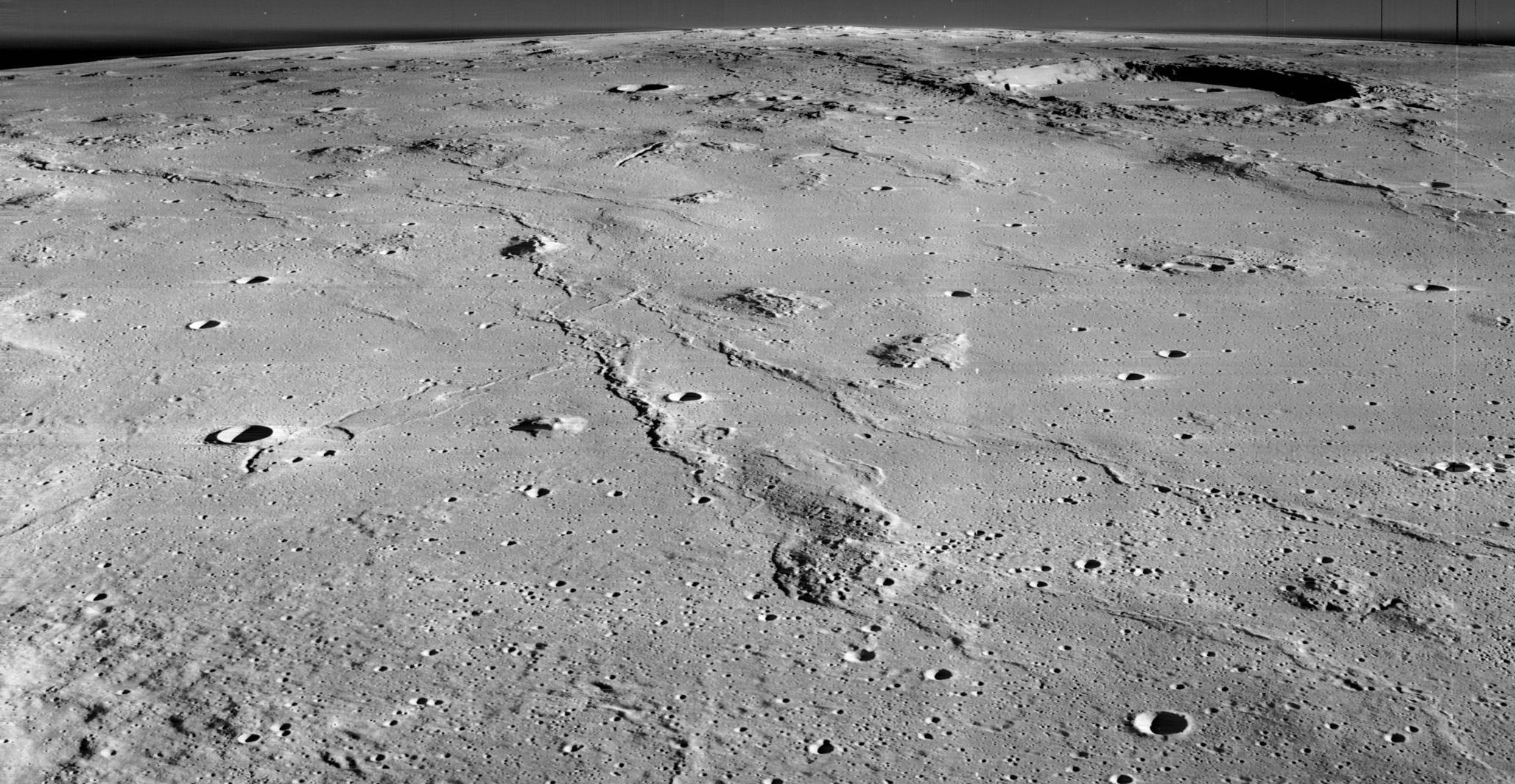
Холмы Мариуса. Снимок зонда Lunar Orbiter-II.

Кратер Мариус имеет близкую к циркулярной форму и практически не разрушен. Вал  с массивным внешним склоном несколько сглажен, но сохранил достаточно четкие очертания, в северной и южной части имеет седловатые понижения. Внешний склон вала на юго-востоке рассечен широкой извилистой долиной. Внутренний склон узкий, со следами террасовидной структуры. Высота вала над дном чаши кратера достигает 1300 м. Дно чаши затоплено и выровнено базальтовой лавой и имеет низкое альбедо, имеет несколько маленьких областей с высоким альбедо. Немного западнее центра чаши расположен небольшой безымянный чашеобразный кратер, в северо-восточной части чаши находится сателлитный кратер Мариус G. Местность к востоку от кратера Мариус отмечена светлыми лучами от кратера Кеплер.
На западе и севере от кратера в области диаметром свыше 100 км расположено большое количество предположительно щитовых вулканов неофициально именуемых холмами Мариуса.
Японским зондом Кагуя обнаружено отверстие в поверхности Луны, расположенное недалеко от кратера Мариус, предположительно ведущее в лавовую трубку. Диаметр отверстия составляет около 65 метров, а глубина лавовой трубки, предположительно, 90 метров.

## Сателлитные кратеры
| Мариус | Координаты                                            | Диаметр, км |
| ------ | ----------------------------------------------------- | ----------- |
| A      | 12°36′ с. ш. 46°02′ з. д. / 12,6° с. ш. 46,04° з. д.  | 15,2        |
| B      | 16°20′ с. ш. 47°21′ з. д. / 16,33° с. ш. 47,35° з. д. | 11,1        |
| C      | 13°59′ с. ш. 47°38′ з. д. / 13,98° с. ш. 47,64° з. д. | 11,1        |
| D      | 11°24′ с. ш. 45°04′ з. д. / 11,4° с. ш. 45,07° з. д.  | 8,7         |
| E      | 12°08′ с. ш. 52°44′ з. д. / 12,13° с. ш. 52,73° з. д. | 5,6         |
| F      | 12°07′ с. ш. 45°18′ з. д. / 12,11° с. ш. 45,3° з. д.  | 5,5         |
| G      | 12°05′ с. ш. 50°36′ з. д. / 12,09° с. ш. 50,6° з. д.  | 3,4         |
| H      | 11°19′ с. ш. 50°23′ з. д. / 11,32° с. ш. 50,39° з. д. | 4,7         |
| J      | 10°27′ с. ш. 46°55′ з. д. / 10,45° с. ш. 46,91° з. д. | 3,0         |
| K      | 9°24′ с. ш. 50°42′ з. д. / 9,4° с. ш. 50,7° з. д.     | 3,6         |
| L      | 15°53′ с. ш. 55°42′ з. д. / 15,88° с. ш. 55,7° з. д.  | 6,9         |
| M      | 17°23′ с. ш. 55°01′ з. д. / 17,38° с. ш. 55,01° з. д. | 6,4         |
| N      | 18°43′ с. ш. 54°44′ з. д. / 18,72° с. ш. 54,74° з. д. | 4,0         |
| P      | 17°54′ с. ш. 51°20′ з. д. / 17,9° с. ш. 51,34° з. д.  | 3,9         |
| Q      | 16°30′ с. ш. 56°17′ з. д. / 16,5° с. ш. 56,28° з. д.  | 4,9         |
| R      | 13°38′ с. ш. 50°19′ з. д. / 13,64° с. ш. 50,31° з. д. | 4,8         |
| S      | 13°49′ с. ш. 47°08′ з. д. / 13,81° с. ш. 47,13° з. д. | 6,3         |
| U      | 9°34′ с. ш. 47°42′ з. д. / 9,56° с. ш. 47,7° з. д.    | 2,3         |
| V      | 9°52′ с. ш. 48°19′ з. д. / 9,87° с. ш. 48,31° з. д.   | 1,6         |
| W      | 9°24′ с. ш. 49°44′ з. д. / 9,4° с. ш. 49,73° з. д.    | 2,8         |
| X      | 9°44′ с. ш. 54°59′ з. д. / 9,73° с. ш. 54,99° з. д.   | 4,8         |
| Y      | 9°47′ с. ш. 50°46′ з. д. / 9,78° с. ш. 50,77° з. д.   | 2,5         |

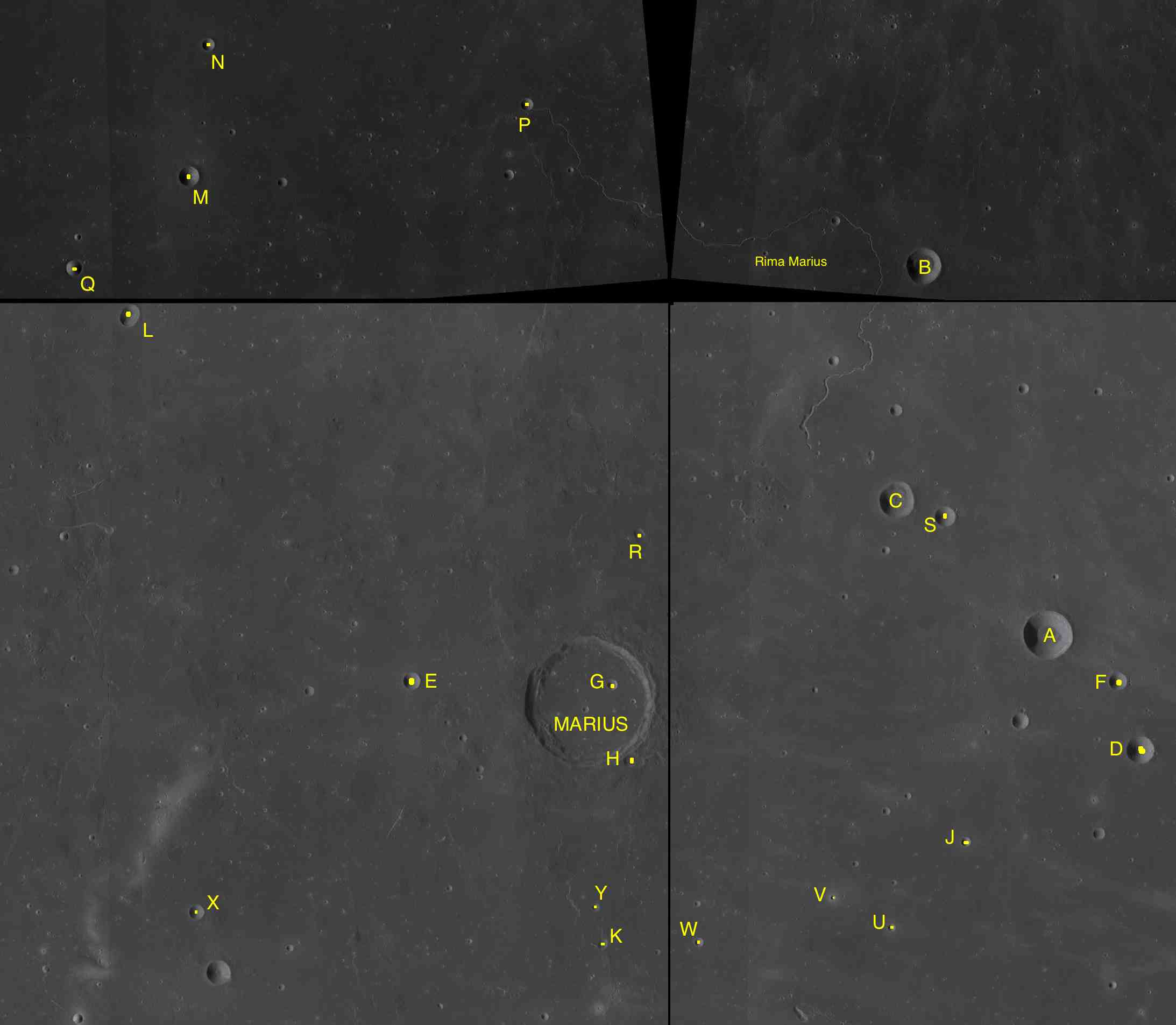
Фрагменты карт LAC-38, LAC-39, LAC-56, LAC-57.

- Образование сателлитного кратера Мариус А, C и D относится к эратосфенскому периоду[2].

## Места посадок космических аппаратов
- 7 октября 1965 года приблизительно в 50 км к югу-востоку от кратера Мариус, в точке с селенографическими координатами 9°48′ с. ш. 47°48′ з. д. / 9,8° с. ш. 47,8° з. д.G, совершила жесткую посадку советская автоматическая межпланетная станция «Луна-7».

- Район кратера Мариус рассматривался для экспедиции в рамках программы «Аполлон» (Аполлон-15), но окончательным выбором стал район Хедли-Апеннины. Впоследствии район кратера предполагался в качестве резервной цели экспедиции Аполлон-20, но этот полет был отменен.

## Галерея

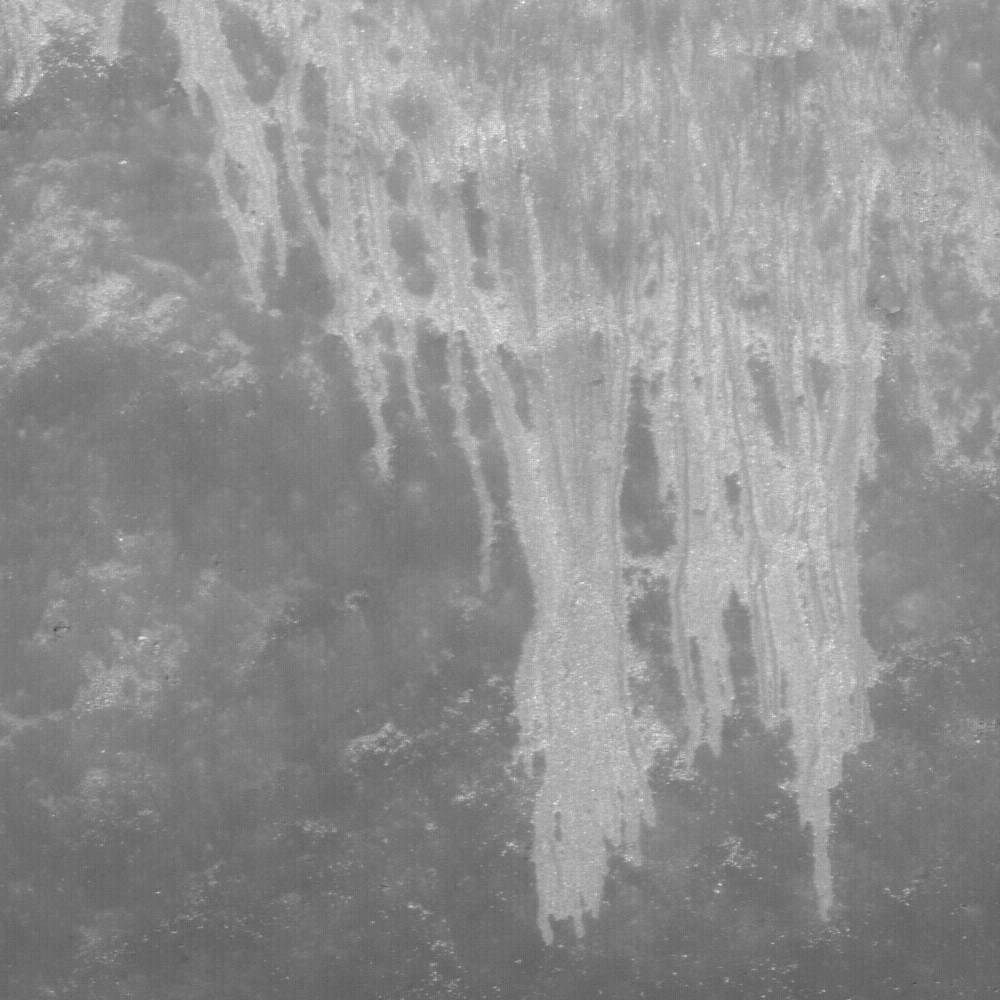
Оползни пород на внутреннем склоне кратера Мариус. Снимок зонда Lunar Reconnaissance Orbiter. Ширина снимка 510 м.
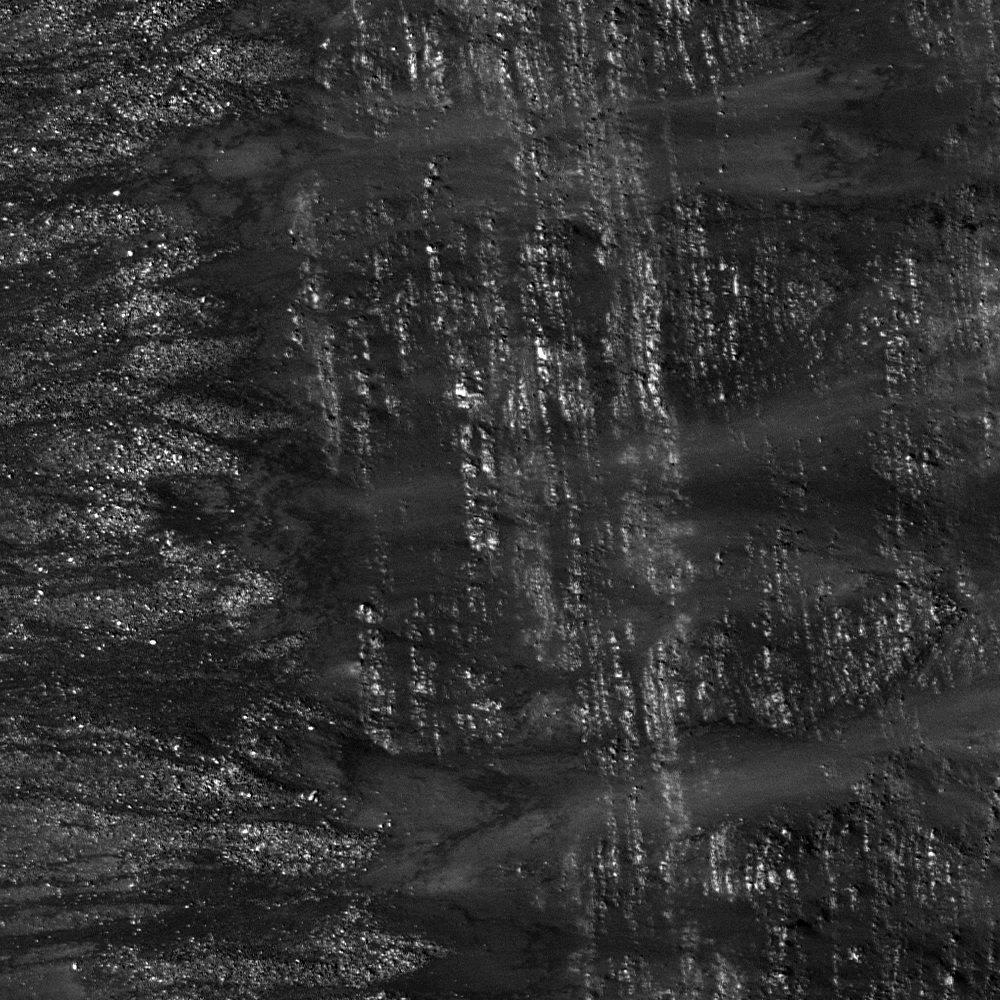
Слои морского базальта, частично прикрытые осыпями пород, на внутреннем склоне сателлитного кратера Мариус А. Снимок зонда Lunar Reconnaissance Orbiter. На снимке вал кратера справа, дно чаши слева. Ширина снимка около 460 м.
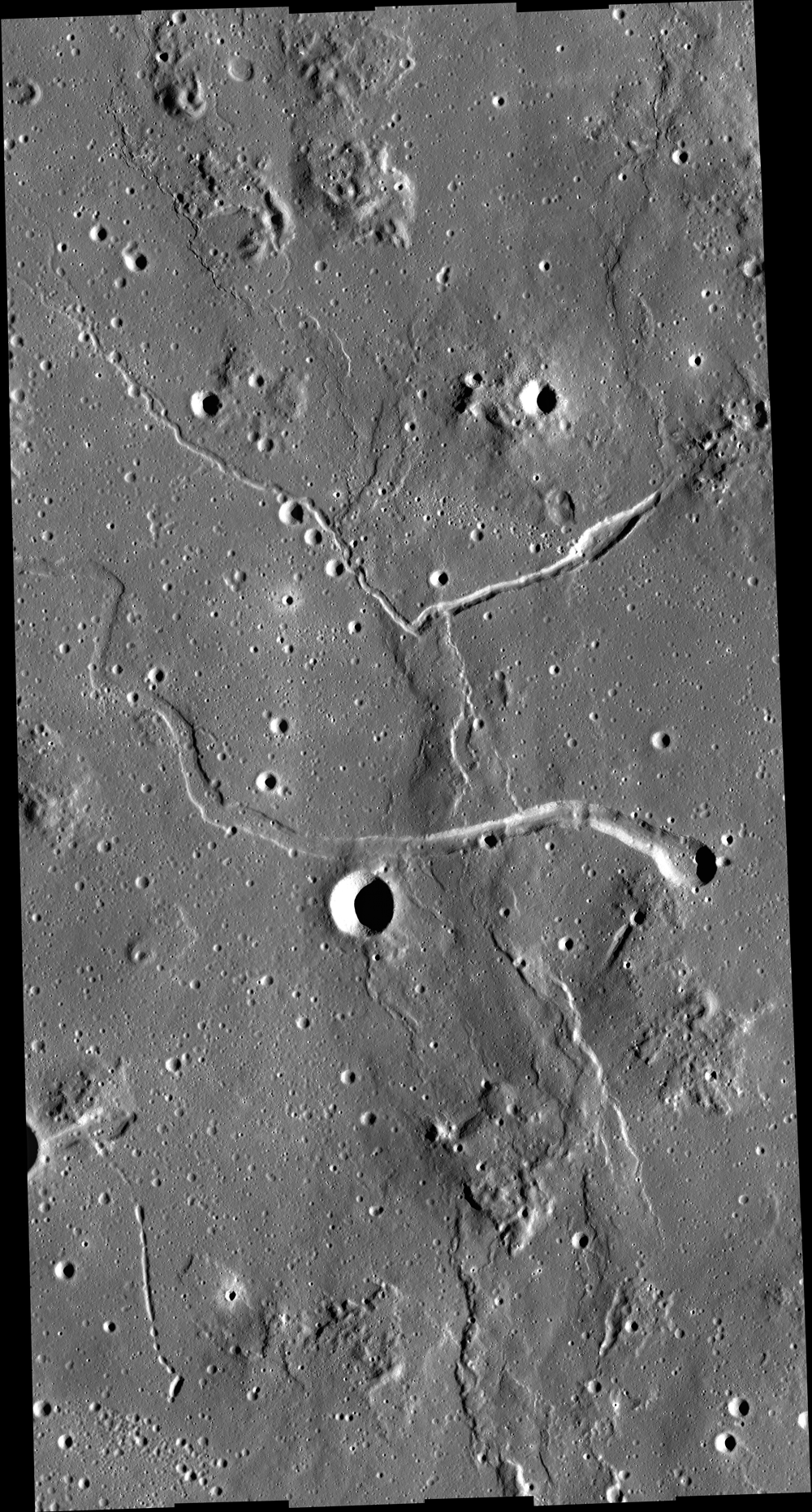
Холмы Мариуса. Снимок зонда Lunar Reconnaissance Orbiter.

## См.также
- Список кратеров на Луне
- Лунный кратер
- Морфологический каталог кратеров Луны
- Планетная номенклатура
- Селенография
- Минералогия Луны
- Геология Луны
- Поздняя тяжёлая бомбардировка